# Würzen

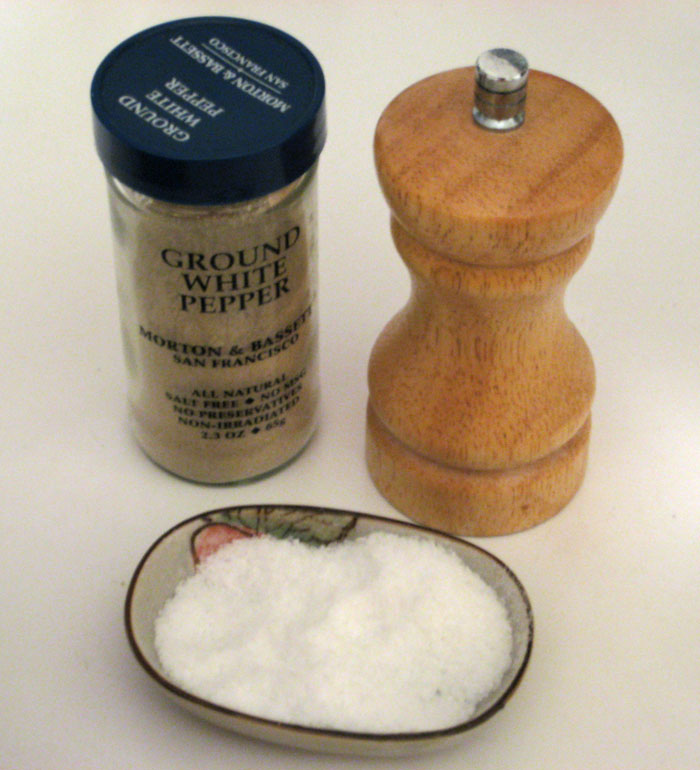
Grundgewürze: Pfeffer und Salz

Würzen (von althochdeutsch wurzen und zu mittelhochdeutsch/althochdeutsch wurz „Kraut, Pflanze, Wurzel“ sowie neuhochdeutsch Würze „Gewürzkraut, Spezerei“) ist die Beeinflussung des Geschmacks von Speisen mit Hilfe verschiedener Zutaten.
Die Küche einer historischen Epoche bzw. einer Kultur bestimmt wesentlich den Einsatz von Gewürzen; dies reicht von allgemein anerkannten Standards wie dem Kochen von Kartoffeln, Reis und Teigwaren in Salzwasser über gebräuchliche Kombinationen (Tomate mit Basilikum) bis zu individuellen, manchmal höchst kreativen Erfindungen, die eine Speise in ihrem Geschmack mehr oder weniger stark verändern und sie im Regelfall schmackhafter und bekömmlicher machen.

## Würzstoffe
Abhängig von Essgewohnheiten, aber auch von historischen und geographischen Unterschieden gibt es eine Vielzahl würzender Stoffe. Dies sind zum Beispiel:
- Mineralien
  - Speisesalz wie Meersalz und Steinsalz sowie Mischungen wie Knoblauchsalz
  - Pökelsalz, einer Mischung aus Speisesalz und Salpetersalzen
- Zucker und andere Süßungsmittel wie Honig, Ahornsirup und Sirup aus Obstsäften, auch Süßstoffe
- kristalline Säuren wie Glutamat
- Pflanzen und Teile davon
  - Früchte in frischer, getrockneter oder anderweitig konservierter Form, wie Pfeffer, Gewürzpaprika oder Muskatnuss
  - Kräuter in frischer, getrockneter und anderweitig konservierter Form, auch als Mischungen (Kräuter der Provence)
  - Wurzeln wie Zwiebel, Knoblauch oder Meerrettich
  - Samen und Rinde wie Gewürznelke, Kümmel, Wacholder und Zimt
  - Gewürzmischungen wie Currypulver
- Öle und Gärprodukte
  - Pflanzenöle wie Kernöl und Nussöl
  - Essig wie Apfelessig und Aceto balsamico
  - Bier, Wein und Spirituosen
- fertige Würzzubereitungen wie Senf, Sojasoße oder Miso

Viele dieser Zutaten werden heute in vielfältigen Variationen industriell gefertigt und im Einzelhandel angeboten, so dass das Würzen für jeden privaten Haushalt unabhängig von Saison und Standort möglich ist.

## Anwendung

### Zeitpunkt des Würzens
Die Anwendung von Gewürzen kann jederzeit erfolgen, es wird von der rohen Zutat bis zum servierfertigen Gericht gewürzt. Man unterscheidet Würzen
- vor der Zubereitung – z. B. Salzen und Pfeffern von Fleisch oder Säuern von Fisch vor dem Braten, insbesondere das Einlegen für Stunden bis Tage in eine Marinade.
- während der Zubereitung – Zufügen von Gewürzen während des Kochens oder Bratens. Hierbei können der Zeitpunkt der Zugabe und die Hitze der Speise einen Einfluss auf den Wohlgeschmack haben, da sich manche Gewürze geschmacklich verändern.
- nach der Zubereitung – teils als Dekoration der Speise (z. B. Anrichten mit frischen Kräutern), teils zur Verwendung des Gewürzes während der Mahlzeit (z. B. Würstchen mit Senf), auch als Nachwürzen, um die Speise dem individuellen Geschmack anzugleichen.

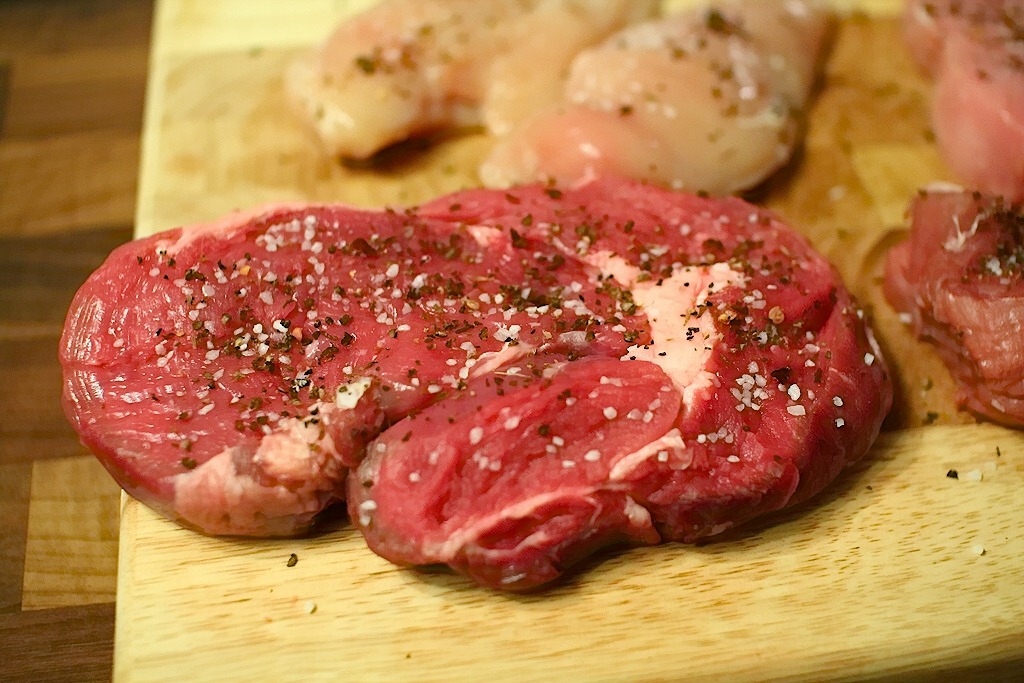
Würzen eines Steaks vor dem Braten mit grobem Salz und schwarzem Pfeffer
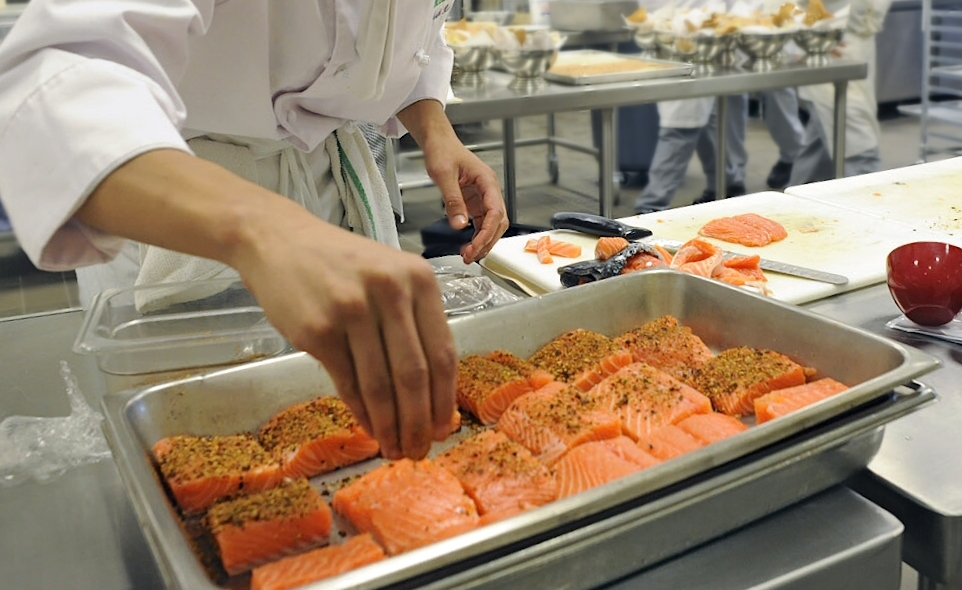
Würzen von portioniertem Lachs vor dem Braten mit einer Würzmischung
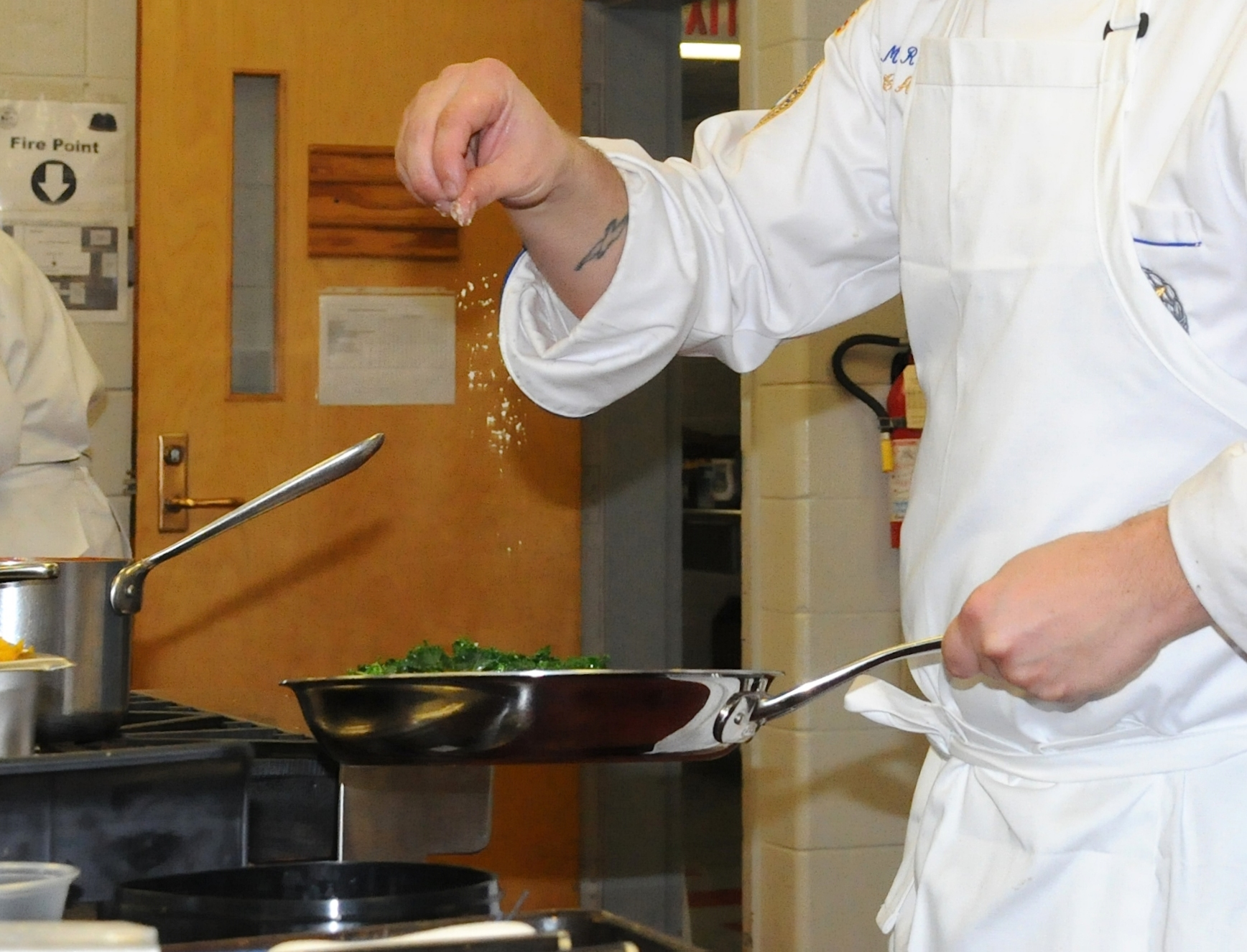
Würzen während der Zubereitung von Gemüsetagliatelle

### Funktionen des Würzens
Mit dem Zeitpunkt des Würzens ist auch sein Sinn verbunden; so unterscheidet man Würzen als Möglichkeit
- einer Speise ihren Eigengeschmack zu bewahren oder diesen zu unterstreichen, z. B. das Zufügen von Zucker zum Kochwasser von Spargel und Karotten.
- diese überhaupt genießbar zu machen; manche Techniken wie das Marinieren von Wildbret in Buttermilch oder Rotwein sowie die im Mittelalter üppige Verwendung von Pfeffer ergeben sich aus der (früher) mangelhaften Konservierungsmöglichkeit von Fleisch, so dass der Fäulnisgeschmack überdeckt werden musste.
- zur Geschmacksbildung einer eher neutral schmeckenden Speise, z. B. das in Norddeutschland übliche Einsäuern von Brassica oleracea convar. capitata var. rubra zum Rotkohl.
- Verfeinern einer Speise, die durch die Auswahl und Abstimmung der Würze mitunter zu einer Delikatesse wird.
- die physiologische Wirkung einer Speise zu beeinflussen, z. B. die Verwendung von Kümmel in Kohlgerichten, um deren Blähwirkung zu vermindern.